# La Pinareja
La Pinareja es una montaña de la zona central de la sierra de Guadarrama (perteneciente al sistema Central). Administrativamente está dentro del término municipal de El Espinar, en el sur de la provincia de Segovia (España). Con sus 2197 metros de altitud es la montaña más alta del cordal de La Mujer Muerta. La cara norte de la montaña se abre directamente a la llanura segoviana, mientras que la vertiente este forma parte del valle de Valsaín y la sur del valle del río Moros.

## Características

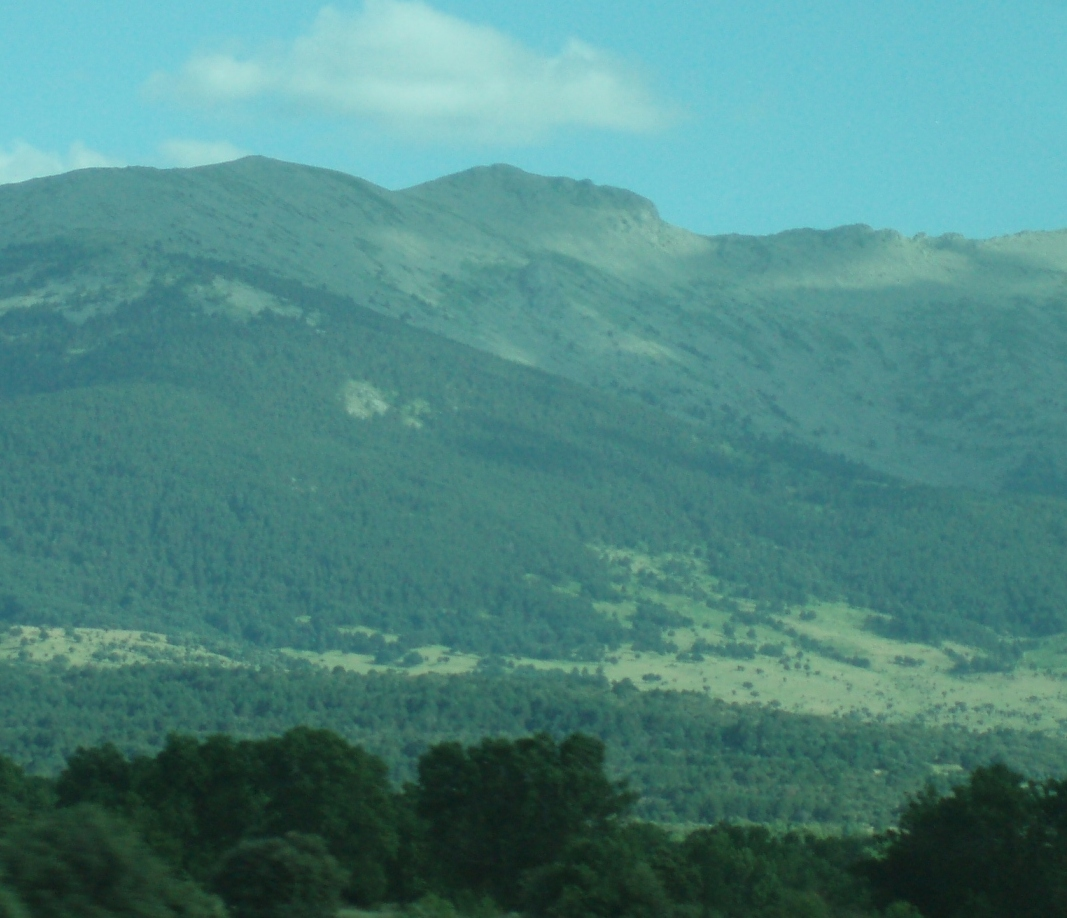
Cara norte de La Pinareja vista desde la llanura segoviana.

Tanto la cumbre como gran parte de la cara norte de la montaña tienen uno de los canchales más extensos de la sierra. En la zona este de la montaña se abren grandes espacios cubiertos por piorno serrano y enebro rastrero. Por debajo de los 1900 metros se extienden los bosques de pino silvestre. En la cara sur, a una altitud de unos 1800 metros se hallan los restos de una antigua cantera de granito. Esta es una de las pocas montañas de la sierra de Guadarrama en cuya cima había una cruz metálica, algo más propio de las montañas más altas de los Pirineos. En la famosa silueta de La Mujer Muerta que se ve desde la llanura segoviana, la cima de La Pinareja corresponde a la frente de la mujer tumbada.

## Ascensiones
Desde el puerto de la Fuenfría
Es uno de los ascensos más habituales a la cima. Se hace por una senda que sale del puerto de la Fuenfría (1796 m) y que asciende hacia el noroeste pasando cerca de la cumbre del Montón de Trigo. Para llegar al puerto de la Fuenfría (solo se puede llegar andando) hay que tomar un camino que sale de las Dehesas de Cercedilla, en el fondo del valle de la Fuenfría, o por un camino que sale del puerto de Navacerrada. 
Desde Navas de Riofrío
Es una zona llana situada al noroeste de la cumbre, al pie de la montaña y a 1267 metros. 
Desde Revenga
Se parte del pueblo de Revenga, a 1132 m, por la carretera del embalse de Puente Alta hasta el final del asfaltado y seguir remontando el río Acebeda. Tras pasar por el interesante Azud del Acueducto se llega a un puente con una pista asfalta que tomaremos en dirección a la derecha. Al acabar la pista y tras proseguir por senderos se llega al collado del río Peces. Ya solo queda subir por la cresta hasta la Pinareja.
Ninguna de las vías de ascenso entraña dificultades técnicas, aunque en invierno y en parte de primavera son necesarios crampones y piolets, por las grandes cantidades de nieve y hielo que se acumulan en zonas altas.